# Dhofar SCSC
Der Dhofar Sports, Cultural and Social Club (arabisch نادي ظفار الرياضي الثقافي الاجتماعي, DMG Nādī Ẓufār ar-riyāḍī aṯ-ṯaqāfī al-iǧtimāʿī) ist ein omanischer Fußballklub mit Sitz in der Stadt Salala im Gouvernement Dhofar. Mit insgesamt elf Meisterschaften ist der Klub Rekordmeister.

## Geschichte

### Gründung bis 1990er Jahre
Der Klub wurde im Jahr 1968 unter dem Namen al-Shaab, übersetzt etwa „Die Menschen“, gegründet. Zwei Jahre später schloss sich der Klub mit dem örtlichen a-Shoala aus dem Dahariz Distrikt von Salala zusammen, um den bis heute bestehenden Klub Dhofar zu gründen. Offiziell wurde dieser Zusammenschluss am 20. Mai 1972.
Die Datengrundlage der ersten Ergebnisse der Fußball-Mannschaften ist relativ spärlich. Es ist aber bekannt, dass der erste Titel im Sultan Quaboos Cup in der Saison 1977 gewonnen werden konnte. Dieser Titel konnte im 1980 wiederholt und 1981 sogar verteidigt werden. Die erste Meisterschaft in der Liga gelang dann auch in der Spielzeit 1982/83. Dieser Titel folgte in der Saison 1984/85 dann nach kurzer Zeit direkt ein weiteres Mal. Danach sollte es bis zum nächsten Titel erst einmal ein wenig dauern. Am Ende der Spielzeit 1987/88 verpasste der Klub mit nur einem Punkt Rückstand auf Fanja die Meisterschaft.
Der erste Titel darauf gelang erst wieder im Jahr 1990 mit dem Gewinn des Pokal. Die nächste Meisterschaft ließ mit der Saison 1991/92 dann aber auch nicht lange auf sich warten, hier platzierte sich die Mannschaft am Ende mit einem drei Punkte Vorsprung vor al-Oruba. In den beiden nachfolgenden Spielzeiten konnte die Meisterschaft dann jeweils auch nochmal verteidigt werden. Die Spielzeit 1998/99 konnte dann wieder locker mit 34 Punkten und einem Vorsprung von sieben Zählern auf al-Nasr als Meister abgeschlossen werden. Im Jahr 1999 gelang zudem sogar noch der Gewinn des Pokal, wie auch der Gewinner der Erstaustragung des Super Cups.

### Heutige Zeit
Im neuen Jahrtausend ebbten die häufigen Erfolge erst einmal wieder ab. In der Saison 2000/01 gelang noch einmal die Meisterschaft. Die Spielzeit 2004/05 konnte dann zudem ein weiteres Mal mit dem Gewinn der Meisterschaft als auch des Pokal beendet werden. Dieser konnte danach noch einmal 2006 sowie zuletzt 2011 gewonnen werden.
Danach dauerte es wieder eine Weile bis zum nächsten Titel. Eine Ausnahme stelle hier der Gewinn des Liga-Pokals in der Saison 2012/13 da. Erst zur Saison 2016/17 gelang mit 51 Punkten am Ende wieder die Meisterschaft. Dem folgend kam auch noch der Gewinn des Super Cup im selben Jahr. Dadurch qualifizierte sich die Mannschaft für den AFC Cup 2018 in der Gruppe C konnten jedoch nur acht Punkte erzielt werden, was zwar den Klub auf den zweiten Platz brachte, jedoch nicht für das Weiterkommen reichen sollte. Die beiden bis lang letzten Titel konnten schließlich in der Spielzeit 2018/19 mit Gewinn der Meisterschaft und des Liga-Pokals gefeiert werden. Die hierdurch erreichte Qualifizierung für den AFC Cup 2020 konnte jedoch nicht richtig ausgekostet werden. Bereits nach einem 1:0-Sieg über al-Jazeera aus Jordanien wurde der Wettbewerb aufgrund der COVID-19-Pandemie abgebrochen. Im September 2024 wurde dem Verein die Lizenz für die erste Liga verweigert und er musste die Saison 2024/25 in der zweiten Liga antreten.

## Erfolge
- Meister der Oman Professional League: 11
  - 1982/83, 1984/85, 1989/90, 1991/92, 1992/93, 1993/94, 1998/99, 2000/01, 2004/05, 2016/17 und 2018/19
- Oman Cup Gewinner: 10
  - 1977, 1980, 1981, 1990, 1999, 2004, 2007, 2012, 2020, 2021
- Oman FA Cup Gewinner: 2
  - 2012/13, 2018/19
- Omani Super Cup Gewinner: 4
  - 1999, 2017, 2019, 2024